# Bandung
Bandung (indonezijsko Kota Bandung) je glavno mesto indonezijske province Zahodna Java, tretje najštevilčnejše mesto v Indoneziji ter drugo najštevilčnejše metropolitansko območje v državi. Leta 2011 je imelo mesto 8,6 milijonov prebivalcev. Leži na nadmorski višini 768 metrov okoli 140 km jugovzhodno od prestolnice Indonezije, Džakarte. Zaradi relativno visoke lege v rečnem bazenu, ki ga obdajajo vulkanske gore ima Bandung nižjo povprečno letno temperaturo od drugih indonezijskih mest. Topografski položaj mestu zagotavlja naravno obrambo, zaradi česar so Nizozemci med zasedbo Nizozemske vzhodne Indije, kot so jo imenovali v času kolonizacije, nameravali glavno mesto prestaviti iz Batavie v Bandung.